# アレクサンドル・シフツェフ
アレクサンドル・シフツェフ（Alexander Sivtsev）は旧ソ連の柔道選手。階級は86kg級。

## 人物
1981年のヨーロッパジュニア78kg級で2位になった。1985年の世界選手権86kg級では5位だった。1986年にはグッドウィルゲームズ決勝で同じソ連のビタリー・ペスニャックを破って優勝すると、嘉納杯でも決勝でソ連のビクトル・ポドゥブニーを横四方固で破って優勝した。その後も一定の実績を上げるが、1988年のソウルオリンピックには出場できなかった。

## 主な戦績
- 1981年 - ヨーロッパジュニア　2位(78kg級)
- 1983年 - オランダ国際　優勝
- 1984年 - ハンガリー国際　優勝
- 1985年 - 正力国際　3位
- 1985年 - 世界選手権　5位
- 1986年 - 正力国際　3位
- 1986年 - グッドウィルゲームズ　優勝
- 1986年 - 嘉納杯　優勝
- 1987年 - ソ連国際　優勝
- 1987年 - 韓国国際　優勝
- 1988年 - 東ドイツ国際　優勝

(出典)。